# 加茹贝尔
加茹贝尔（法語：Gajoubert，法語發音：[ɡaʒubɛʁ]）是法国新阿基坦大区上维埃纳省的一个市镇，属于贝拉克区。

## 地理
加茹贝尔（46°6'48"N, 0°49'50"E）面积14.11 平方千米，位于法国新阿基坦大区上维埃纳省，该省份为法国中西部省份，北起顺时针与安德尔省、克勒兹省、科雷兹省、多爾多涅省、夏朗德省和维埃纳省接壤。
与加茹贝尔接壤的市镇（或旧市镇、城区）包括：布里亚克、奥拉杜尔法奈、布卢尔河畔阿涅尔、瓦勒迪苏瓦尔、伊索普河畔圣马夏尔。

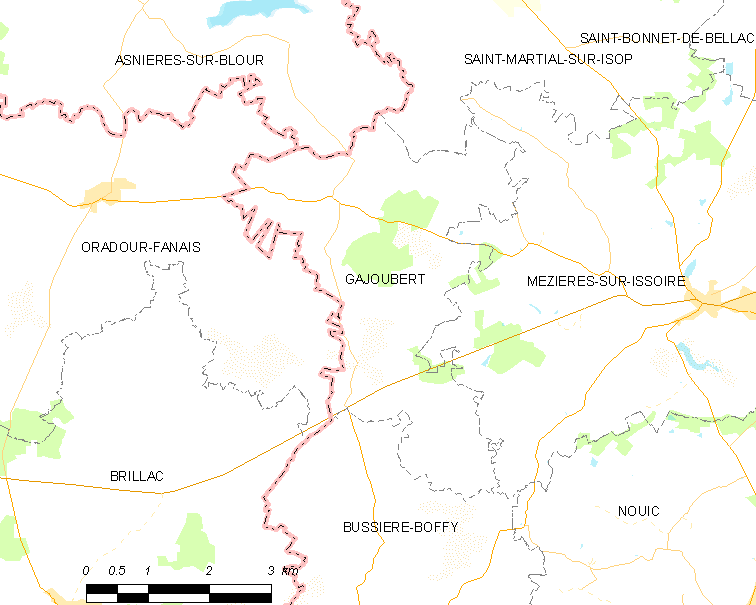
加茹贝尔的OSM定位图

加茹贝尔的时区为UTC+01:00、UTC+02:00（夏令时）。

## 行政
加茹贝尔的邮政编码为87330，INSEE市镇编码为87069。

## 政治
加茹贝尔所属的省级选区为贝拉克县。

## 人口

1962-2008年间加茹贝尔人口变化图示

加茹贝尔于2022年1月1日时的人口数量为148人。